# Pinsà de Cassin
El pinsà de Cassin (Haemorhous cassinii) és una espècie d'ocell de la família dels fringíl·lids (Fringillidae) que habita boscos de coníferes de les muntanyes des del sud de la Colúmbia Britànica, cap al sud, per l'oest dels Estats Units fins al sud de Califòrnia, nord de Baixa Califòrnia. En hivern arriba fins al centre de Mèxic.